# Francesco Turrisi
Francesco Turrisi (9 de desembre de 1977, Torí) és un músic italià. Turrisi va estudiar piano, jazz i música antiga al Reial Conservatori de la Haia.

## Discografia
- Odd Set (Diatribe Recordings, 2007)
- Yurodny: Evenset (Diatribe, 2008)
- L'Arpeggiata • Christina Pluhar – Los Impossibles (Naïve, 2009)
- Songs of Experience (Taquin Records, 2013), mit Fulvio Sigurta', Joao Lobo[2]
- Grigio (Diatribe Records, 2013)